# 新市街道 (重庆市)
新市街道，是中华人民共和国重庆市长寿区下辖的一个乡镇级行政单位。

## 行政区划
新市街道下辖以下地区：
红土地村、河石井村、新合村、新同村、新市村、东门村、堰耳沱村和惠民村。